# محمود وحید
محمود وحید (عربی: محمود وحيد؛ زادهٔ ۱۹ ژوئن ۱۹۹۴) بازیکن فوتبال اهل مصر است.
از باشگاه‌هایی که در آن بازی کرده‌است می‌توان به باشگاه فوتبال انپی اشاره کرد.
وی همچنین در تیم ملی فوتبال زیر ۲۳ سال مصر بازی کرده‌است.